# English Matters
English Matters – ogólnopolski dwumiesięcznik dla uczących się języka angielskiego.
Magazyn jest wydawany od września 2006 roku przez przedsiębiorstwo Colorful Media (początkowo jako kwartalnik, ale od numeru drugiego częstotliwość została zwiększona). Artykuły (z opracowanym słownictwem) dotyczą wydarzeń społeczno-kulturalnych, tradycji i obyczajów państw anglojęzycznych i nie tylko, znanych ludzi, ciekawych miejsc, czasu wolnego, rozrywki, sportu, muzyki itp. Wybrane artykuły można odsłuchać w formacie MP3 (również poprzez urządzenia mobilne za pomocą kodów QR). Do co drugiego numeru publikowany jest dodatek tematyczny. 

## Redaktorzy naczelni
- Anna Małecka (2006-2007)
- Marta Ludwiczak-Odziemska (2007-2011)
- Katarzyna Szpotakowska (od 2011)

## Adres redakcji
- Colorful Media, ul. Lednicka 23, 60-413 Poznań

## Wydania specjalne
- nr 34: English for Beginners 2 (sierpień 2019)
- nr 33: Dialogues (sierpień 2019)
- nr 32: Nothern Ireland & Scotland (czerwiec 2019)
- nr 31: Learning to Teach - dla nauczycieli (kwiecień 2019)
- nr 30: Vocabulary (luty 2019)
- nr 29: Celebrations and festivals (listopad 2018)
- nr 28: Long-term Calendar (październik 2018)
- nr 27: Focus on Speaking 2 (lipiec 2018)
- nr 26: For Intermediate Students (maj 2018)
- nr 25: Matura (styczeń 2018)
- nr 24: USA (październik 2017)
- nr 23: Food (lipiec 2017)
- nr 22: English for Beginners (kwiecień 2017)
- nr 21: I ♥ British English (marzec 2017)
- nr 20: Focus on Speaking (styczeń 2017)
- nr 19: New York (wrzesień 2016)
- nr 18: Travel Smart (lipiec 2016)
- nr 17: Straight from the Blogs (kwiecień 2016)
- nr 16: Digital Generation (luty 2016)
- nr 15: Destination: London (październik 2015)
- nr 14: For Parents about Kids (czerwiec 2015)
- nr 13: The Best of English Matters (luty 2015)
- nr 12: Men  (styczeń 2015)
- nr 11: Women (styczeń 2015)
- nr 10: English Spoken Today (sierpień 2014)
- nr 9: Fashion (sierpień 2014)
- nr 8: English Matters Customs and Traditions of Great Britain (listopad 2013)
- nr 7: English Matters. Sport (lipiec 2013)
- nr 6: English Matters. Guide to the Movies (marzec 2013)
- nr 5: English Matters. Food and Drink Tour of Great Britain (listopad 2012)
- nr 4: English Matters. Australia (czerwiec 2012)
- nr 3: English Matters. Musical Tour (marzec 2012)
- nr 2: English Matters. Wielka Brytania (maj 2011)
- nr 1: English Matters. Stany Zjednoczone (listopad 2010)

## Pozostałe czasopisma językowe Colorful Media
- Deutsch Aktuell,
- Business English Magazine,
- Français Présent,
- ¿Español? Sí, gracias,
- Ostanowka: Rossija!,
- Italia Mi piace!.